# Pseudotyrannochthonius utahensis
Pseudotyrannochthonius utahensis är en spindeldjursart som beskrevs av William B. Muchmore 1967. Pseudotyrannochthonius utahensis ingår i släktet Pseudotyrannochthonius och familjen käkklokrypare. Inga underarter finns listade i Catalogue of Life.